# Celiptera valina
Celiptera valina là một loài bướm đêm trong họ Erebidae.